# Малокрошечный, Иван Иванович

Иван Иванович Малокро́шечный (1808—1870) — российский купец первой гильдии, льнопромышленник, общественный деятель, благотворитель, городской голова Пудожа (1859—1862).

## Биография
Родился в семье купца, занимавшегося производством и продажей пудожского льна. После смерти отца унаследовал и преумножил сбыт льна на российский и зарубежные рынки.
Потомственный почётный гражданин Пудожа.
Занимался поставкой на рынок лесоматериалов и мяса лосося. Одним из первых в Пудожском уезде занялся разведением картофеля.
Образцы пудожского льна, обработанные на льнотрепальне И. И. Малокрошечного в д. Больинской были удостоены серебряной медали на Российской выставке естественных произведений в г. Петербурге (1839), золотой медали на Московской мануфактурной выставке (1844), медали и почётного диплома на I Всемирной промышленной выставке в г. Лондоне (1851), серебряной медали Вольного экономического общества России на Сельскохозяйственной и промышленной выставке в г. Петербурге (1860), золотой медали на IV Всемирной промышленной выставке в г. Лондоне (1862).
В 1859 г. построил на собственные средства православную церковь в с. Лекса Повенецкого уезда.
С 1859 по 1862 гг. занимал пост городского головы Пудожа, на свои средства построил мост через сухой Вянгозерский ров, пересекающий Маковеевскую улицу в г. Пудоже, с 1851 г. состоял попечителем Пудожской уездной больницы.
В 1863 г. купец пожертвовал 10 тыс. руб. на возрождение старинного Свято-Успенского Муромского монастыря в Пудожском уезде.
На свои средства построил богадельню в Пудоже и давал деньги на ее содержание.
В 1869 г. выделил средства на учреждение 10 стипендий имени купца И. Малокрошечного в Петрозаводском Мариинском женском училище.
Награждён орденами Святой Анны 3-й степени и Святого Станислава 2-й степени.
После смерти И. И. Малокрошечного капиталы и дело унаследовал его зять А. П. Базегский.